# Froschgrundsee
Der Froschgrundsee, auch Schönstädtspeicher genannt, ist ein Hochwasserrückhaltebecken zum Schutz der Stadt Coburg in Bayern vor dem Hochwasser von Itz, Effelder und Grümpen. Er liegt im Gebiet der ehemaligen Gemeinde Froschgrund in Oberfranken, die 1978 nach Rödental eingegliedert wurde, und ragt bei Hochwasseraufstauung zu einem Drittel in den Landkreis Sonneberg in Thüringen, vor der Wende also in das Gebiet der DDR, hinein. Die Planung erforderte daher Absprachen mit der DDR und wurde als „innerdeutsches Modellprojekt“ angesehen. Der Froschgrundsee wurde 1986 nach vier Jahren Bauzeit und mit 43 Millionen DM Kosten in Betrieb genommen.

## Lage
Die nächsten Ortschaften am See sind zwei Gemeindeteile Rödentals: Knapp 500 Meter südlich des Staudammes liegt Schönstädt; nordwestlich des Sees  Weißenbrunn vorm Wald ebenfalls in etwa einem halben Kilometer Entfernung, angrenzend das Naturschutzgebiet Itztal und Effeldertal bei Weißenbrunn vorm Wald. Die Staatsstraße 2206 führt westlich um den See herum. Wenige Meter östlich dieser Straße, nahe der Mündung der Effelder, beginnt das Gebiet des Thüringer Dorfs Rückerswind in der Gemeinde Frankenblick.

## Nutzung
Die die Altstadt von Coburg durchfließende Itz verursachte insbesondere bei Winterhochwassern dort regelmäßig beträchtliche Schäden. Da ein Vollschutz nur durch überörtliche Maßnahmen erreicht werden konnte, wurde mit dem Bau eines Hochwasserrückhaltebeckens oberhalb des Ortsteils Schönstädt der Stadt Rödental begonnen. Dieses Becken ist in der Lage, den Hochwasserabfluss so weit zu vermindern, dass Coburg weitgehend vor Hochwasser der Itz geschützt wird. Der Froschgrundsee ist in das Gesamtkonzept Hochwasserschutz für Coburg und den Itzgrund einbezogen. Hierzu gehört seit 2011 seine Vernetzung mit dem Goldbergsee und dem Rückhaltebecken Rottenbach (in Bau).
Der Froschgrundsee wird vom Wasserwirtschaftsamt Kronach bewirtschaftet. Er ist das ganze Jahr über zum Teil angestaut, wobei der Grundsee eine Fläche von 20 Hektar hat. Der Gesamtstauraum beträgt knapp sieben Millionen Kubikmeter, der See umfasst eine Fläche von 94 Hektar.
Ein Bereich im Tal der dem See zufließenden Itz und Effelder ist zu einem Biotop geworden, in dem sich auch bedrohte Tier- und Pflanzenarten angesiedelt haben. Er wurde 1997 zum Naturschutzgebiet Itztal und Effeldertal bei Weißenbrunn vorm Wald erklärt.

## Freizeit
Im Sommer wird der Stausee als Badesee und zum Wassersport, im Winter zum Eislaufen genutzt. Um den Froschgrundsee führt ein Rundweg zum Wandern und Radfahren.
Auch Angeln ist erlaubt. Pächter des Froschgrundsees ist der Angelfischereiverein (AFV) Rödental. Der See ist ein hervorragendes Karpfen- und Raubfischgewässer, in dem sich auch Zander, Waller, Schleien, Barsche und Weißfische wohlfühlen.
Das Wasserwirtschaftsamt Hof betreibt eine Webcam mit Bildern vom See.

## Staudamm
Der Staudamm ist ein 18 Meter hoher und 350 Meter langer Erddamm.

## Brücke
An seinem Ende wird der See für die Schnellfahrstrecke Nürnberg–Erfurt von der fast 800 Meter langen Talbrücke Froschgrundsee, mit einem 270 Meter weiten Bogen, überspannt, die zwischen 2006 und 2011 errichtet wurde.

## Galerie

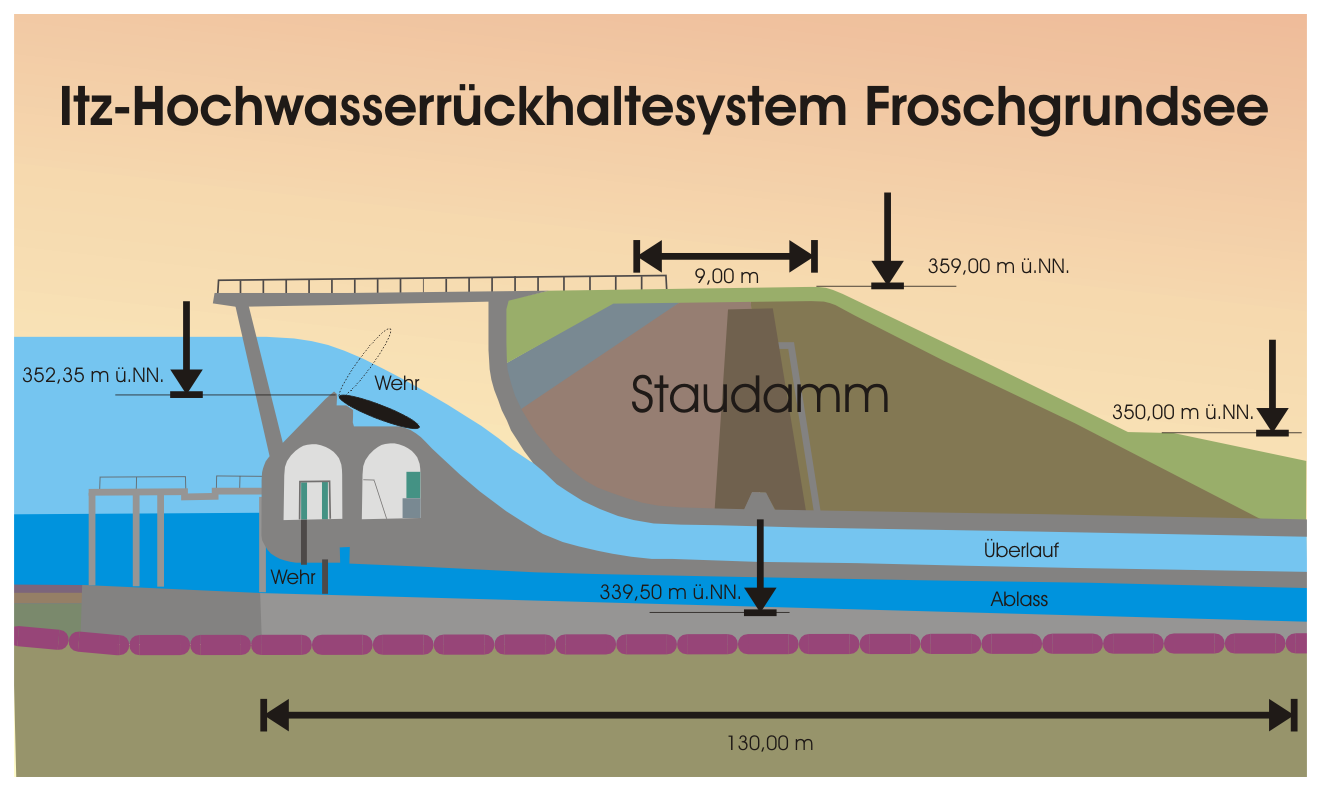
Staudamm und Ablaufsystem (Schnitt)
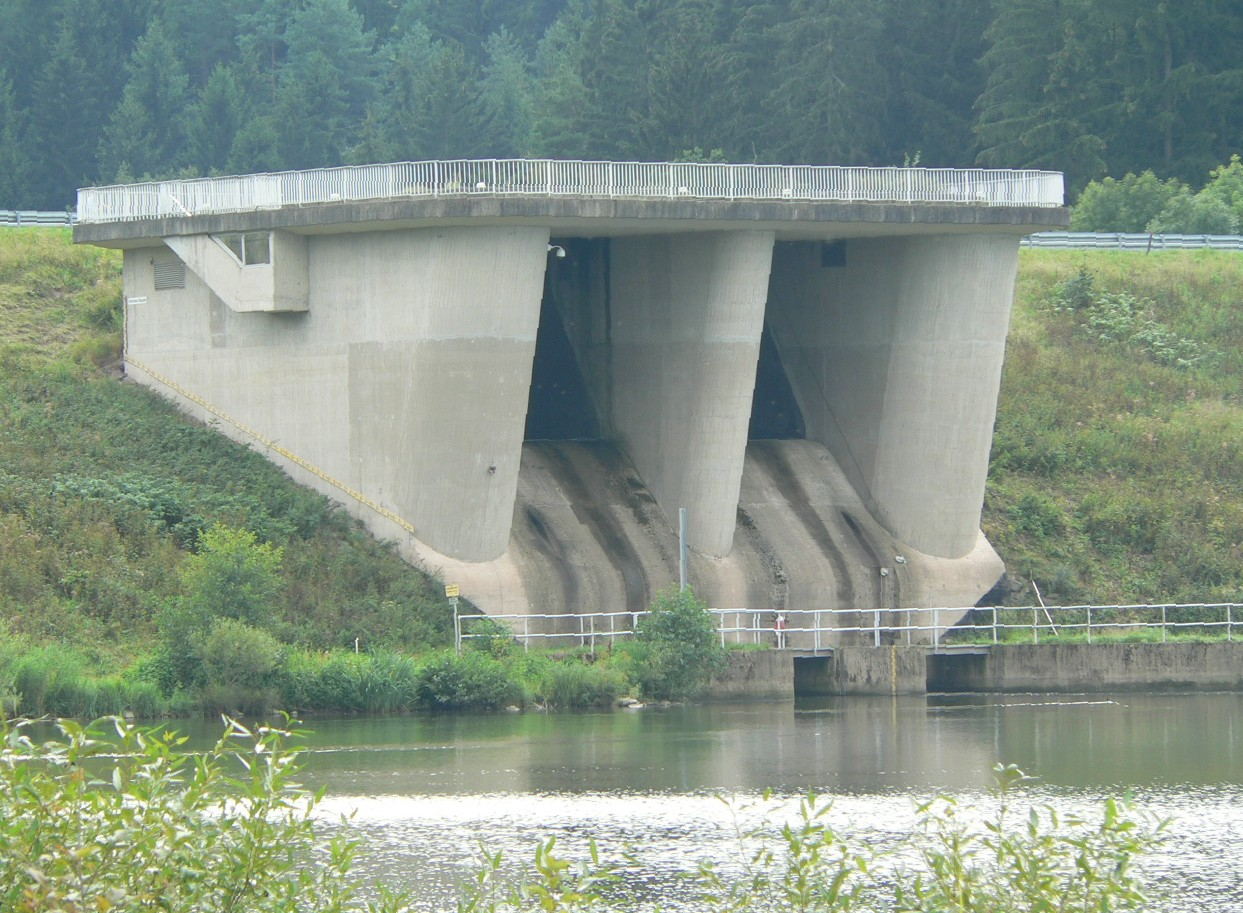
Ab- und Überlauf Froschgrundsee
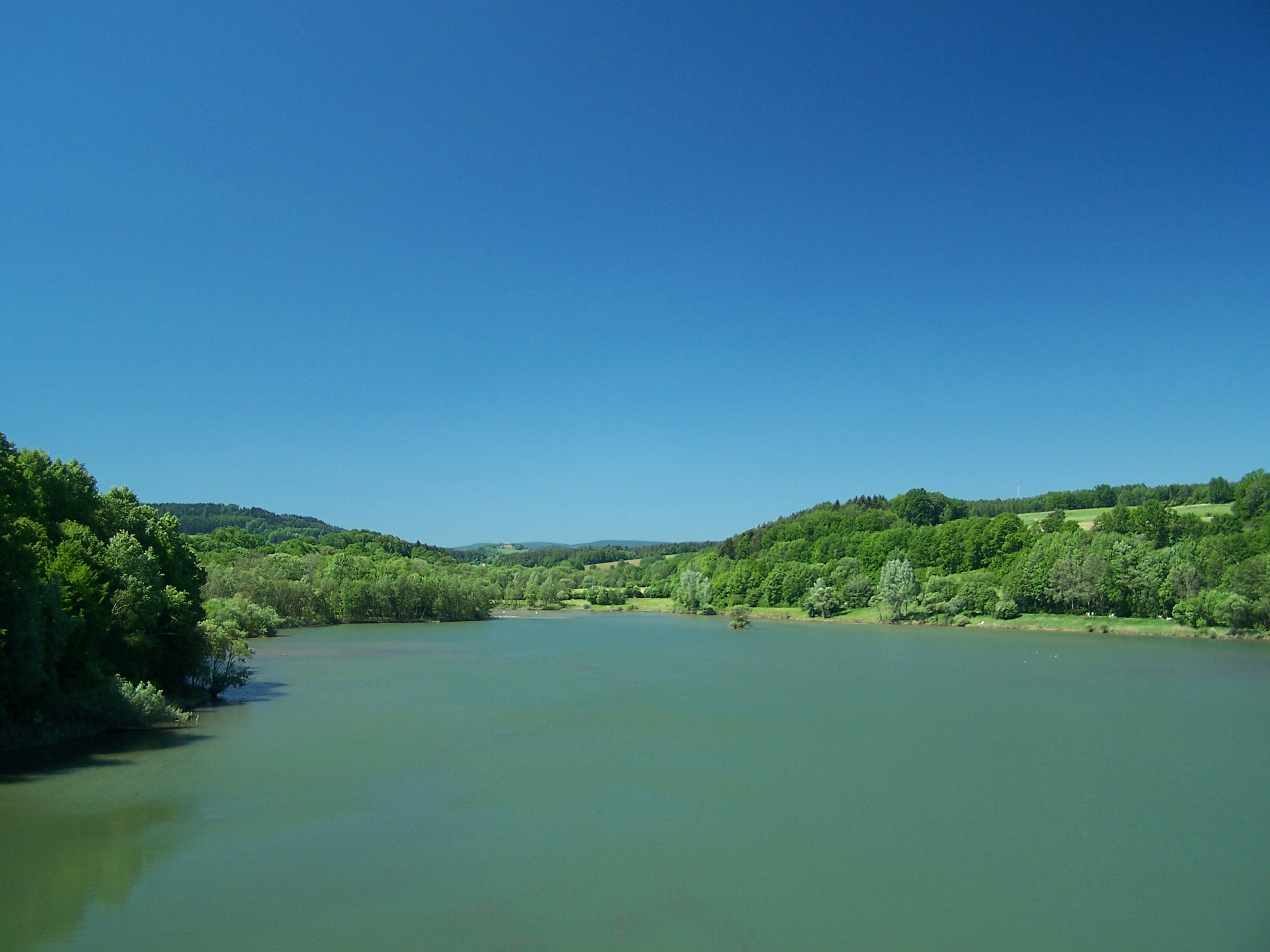
Froschgrundsee 2006
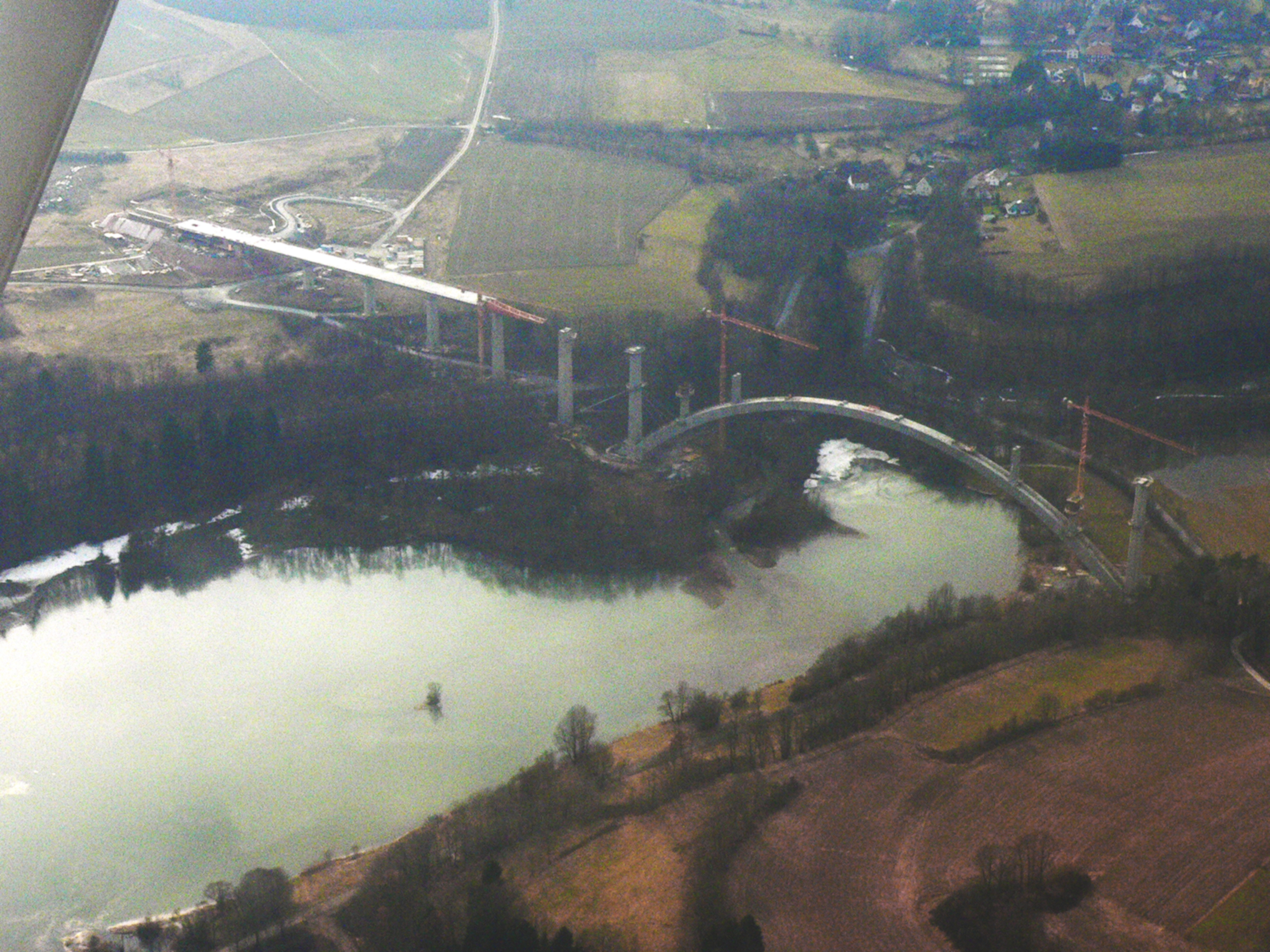
Neue Brücke Mai 2009
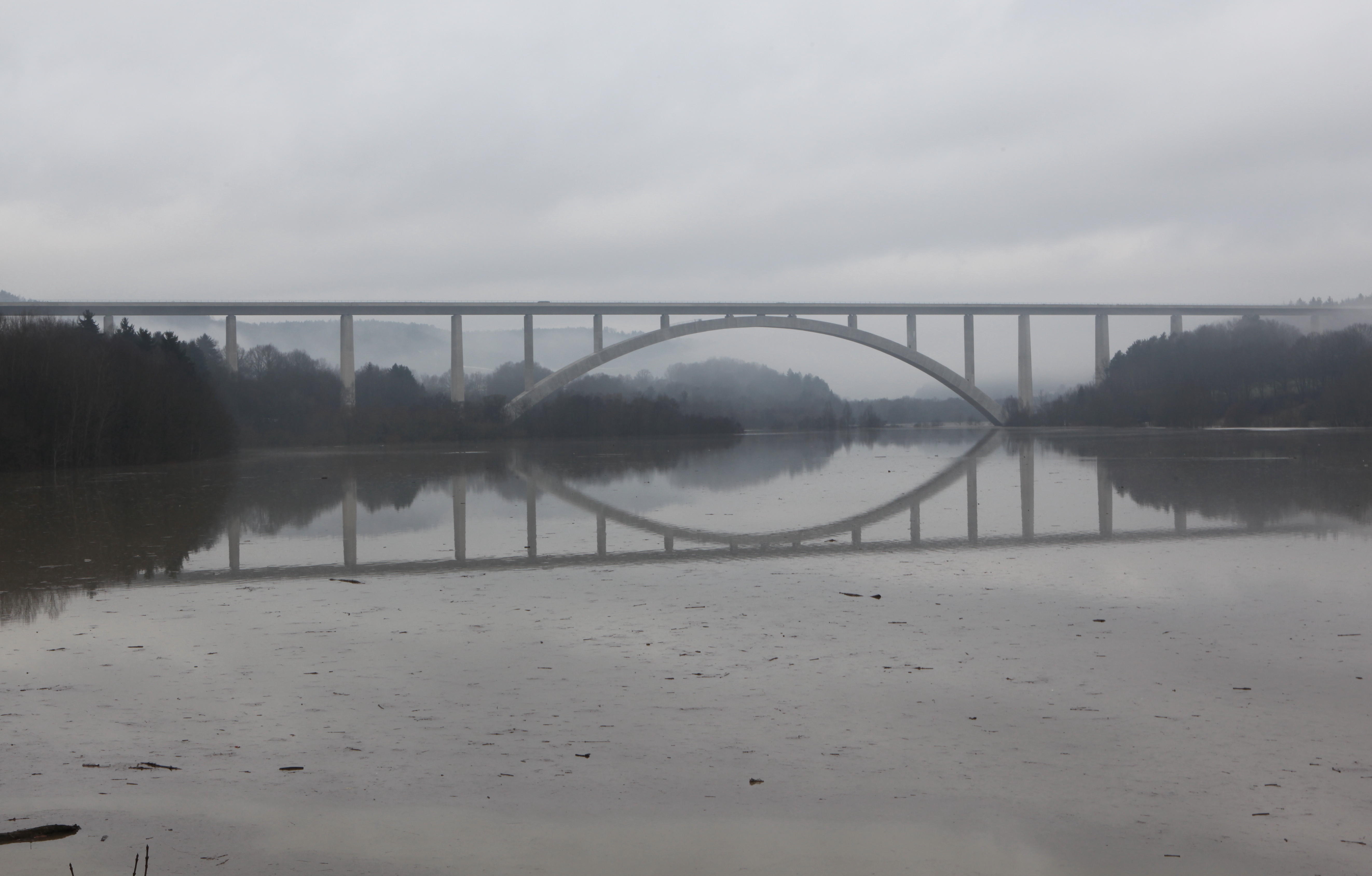
16. Januar 2011, 1 Meter unter Höchststau